# Sistema de acceso condicional

Esquema

Un sistema de acceso condicional (en inglés Conditional Access System) es un sistema que permite controlar el acceso a contenidos.
El caso más común de uso permite a los operadores de televisión por pago controlar el acceso de los suscriptores solo a los canales que tengan contratados. También es usado dentro de esa industria por los proveedores de contenido (empresas como HBO o Disney) para controlar el acceso de las empresas de cable a sus señales en los satélites. De esta forma, no cualquier compañía de televisión de pago puede acceder a ellos. 
La utilidad de estos sistemas radica en que permiten utilizar canales abiertos para la transmisión de información, manteniendo el control sobre el uso. Así, es posible enviar canales de televisión en un sistema de satélite los cuales podrán ser vistos solamente por los usuarios que lo tengan contratado.
Hay algunos de estos sistemas que se basan en tarjetas con chips y otros en códigos de software. Estos últimos requieren que haya una forma de que la información vuelva desde el suscriptor al equipo central (llamado comúnmente "retorno") para asegurarse de que no han sido hackeados y por lo tanto son más frecuentes en sistemas de IPTV.
En el estándar DVB de televisión es posible la existencia de más de un Sistema de Acceso Condicional en forma simultánea en una red. Esto se llama Simulcrypt.
Dentro de los servicios que permiten estos sistemas está el pago por visión (Pay Per View) y el vídeo bajo demanda (VoD).

## Ejemplos
Dentro de los fabricantes de CAS más conocidos están:
- April Digital Technology
- Nagravisión
- Irdeto
- Conax
- Motorola
- Scientific Atlanta (hoy parte de Cisco Systems)
- NDS (con su producto Videoguard)
- Widevine

Otros más pequeños son:
- Verimatrix
- Latens
- KeyFly
- SafeView
- Comvenient
- X-crypt